# Chlamydacanthus
Chlamydacanthus är ett släkte av akantusväxter. Chlamydacanthus ingår i familjen akantusväxter.
Kladogram enligt Catalogue of Life:
| Chlamydacanthus | \| \| Chlamydacanthus euphorbioides \| \| \| \| \| \| Chlamydacanthus lindavianus \| \| \| \| |
|                 | \| \| Chlamydacanthus euphorbioides \| \| \| \| \| \| Chlamydacanthus lindavianus \| \| \| \| |
|                 | Chlamydacanthus euphorbioides                                                                 |
|                 |                                                                                               |
|                 | Chlamydacanthus lindavianus                                                                   |
|                 |                                                                                               |